# Battaglia del ponte di Arcole
La battaglia del ponte di Arcole, anche nota più semplicemente come battaglia di Arcole, combattuta dal 15 al 17 novembre 1796 presso il comune veronese di Arcole, fu un famoso episodio della prima campagna d'Italia di Napoleone Bonaparte. Lo scontro, che avvenne all'interno dei territori della Repubblica di Venezia, risoltosi con una vittoria francese, infranse le speranze del comandante austriaco Alvinczy di riunirsi al generale Davidovich e proseguire quindi per liberare Mantova.

## Premesse
Iniziata la campagna d'Italia l'11 aprile 1796, Napoleone Bonaparte sconfisse rapidamente il Regno di Sardegna di Vittorio Amedeo III di Savoia e continuò l'offensiva contro gli austriaci del generale Beaulieu lasciando indietro la guarnigione di Mantova, costringendolo a ritirarsi sull'Adige dopo la battaglia di Lodi. Nel desiderio di liberare la grande fortezza dell'attuale Lombardia, il nuovo comandante in capo austriaco Wurmser sferrò una controffensiva che però, a seguito della sconfitta subita a Castiglione il 5 agosto 1796, ebbe come unico risultato la fuga del generale austriaco all'interno di Mantova, nuovamente posta sotto assedio dal generale francese Sahuget.
Le redini dell'esercito austriaco in Italia, ancora forte di 46000 uomini, passarono quindi a Joseph Alvinczy von Berberek e al suo subordinato Paul Davidovich, che avevano l'obiettivo di correre in soccorso dell'esercito austriaco bloccato a Mantova. Il piano elaborato da Alvinczy era costituito da una manovra a tenaglia contro Bonaparte: Davidovich sarebbe disceso lungo la valle dell'Adige con 18000 uomini, minacciando di arrivare su Verona da nord-ovest; al contempo Alvinczy con oltre 28000 uomini avrebbe attraversato il Brenta puntando prima su Vicenza e poi su Verona da nord-est; in questo modo Bonaparte dalla sua base operativa di Verona avrebbe dovuto fare fronte all'armata di Alvinczy stando attento contemporaneamente alle proprie spalle e mantenendo sempre una parte della sua Armata bloccata nell'assedio di Mantova.
Il piano di Alvinczy sembrò funzionare: Davidovich costrinse il generale francese Vaubois ad abbandonare Trento, tentando una prima difesa all'altezza di Nomi, per poi retrocedere ancora di più per evitare l'accerchiamento, fino a Rivoli, all'imbocco della valle dell'Adige; contemporaneamente Alvinczy avanzò su due colonne,  passando il Brenta a Bassano del Grappa e a Fontaniva (malgrado la sanguinosissima opposizione di due contingenti francesi, comandati rispettivamente da Augereau e Massena, inviati da Bonaparte per rallentare gli austriaci) e scontrandosi con i francesi nella battaglia di Caldiero, il 12 novembre, a seguito della quale obbligò il nemico a riparare sulla riva occidentale dell'Adige.
Napoleone, con Vaubois bloccato a nord e senza possibilità di prelevare altre truppe da Mantova senza compromettere l'assedio, mise in piedi un piano per radunare tutti i soldati disponibili a Verona per prendere Villanova di San Bonifacio, sperando così di ingaggiare battaglia con Alvinczy nella zona paludosa tra i fiumi Alpone e Adige vanificando la superiorità numerica austriaca.

## Battaglia

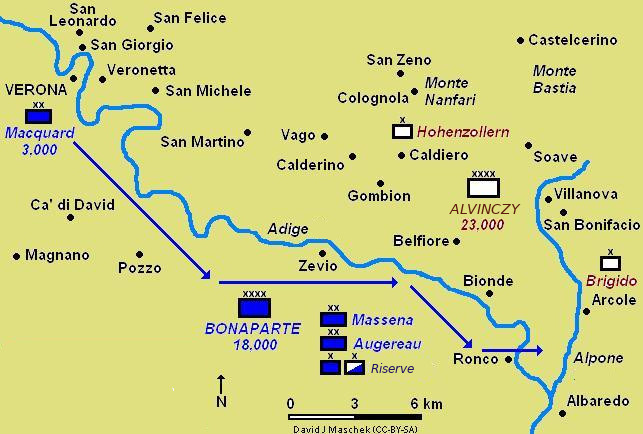
La manovra di aggiramento di Bonaparte

### Forze in campo

#### Francesi

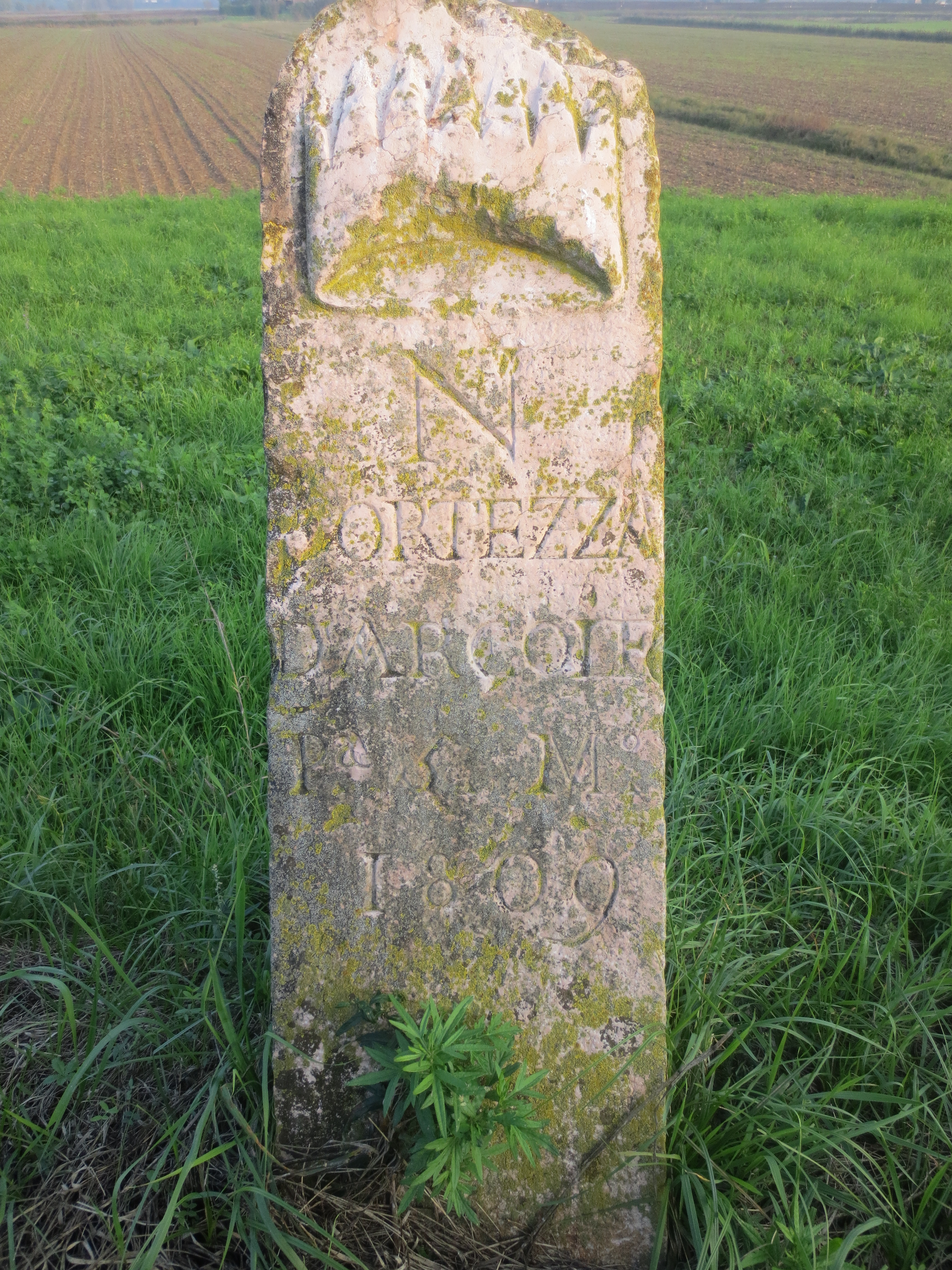
Cippo posto nell'Ottocento sull'argine dell'Alpone in memoria della battaglia.

Le forze francesi erano disposte su due divisioni:
Comandante in capo: Napoleone Bonaparte
- Divisione Augereau, su:

4.e Demi-Brigade légère (3 battaglioni)
18.e Demi-Brigade légère (3 battaglioni)
39.e Demi-Brigade de ligne (3 battaglioni)
69.e Demi-Brigade de ligne (3 battaglioni)
- Divisione Massena, su:

19.e Demi-Brigade de ligne (3 battaglioni)
85.e Demi-Brigade de ligne(3 battaglioni)
93.e Demi-Brigade de ligne (3 battaglioni)
- aliquote di cavalleria
- presenti ma non impegnati in combattimento:

Riserva di fanteria (Generale Macquart)
Riserva di cavalleria (Generale Beaurevoir)
Forza totale: 20000 uomini

#### Austriaci
Le forze austriache erano costituite dal Corpo del Friuli:
Comandante in capo: Feldzugmeister Alvinczy
- Corpo del Friuli, su:

Infanterie Regiment Hoch und Deutchmeister N.4 (2 battaglioni)
Infanterie Regiment Preiss N.24 (2 battaglioni)
Infanterie Regiment Kinsky N.36 (3º battaglione)
Infanterie Regiment Splényi N.51 (2º e 3º battaglione)
Infanterie Regiment Jellačič N.53 (3º e 4º battaglione)
Infanterie Regiment Joseph Colloredo N.57 (2º battaglione)
Grenz-Infanterie Regiment Warasdiner (4º e 5º battaglione)
Grenz-Infanterie Regiment Cārlstadt (6° e 7 battaglione)
Grenz-Infanterie Regiment Banalisten (2º e 4º battaglione)
Grenz-Infanterie Regiment Banater (5º e 6º battaglione)
Grenz-Infanterie Regiment Wallachen (3º battaglione)
Husaren Regiment Wurmser N.8 (2 squadroni)
Stabs-Dragoner Regiment (4 squadroni)
Ulhanen Regiment Mészáros N.10 (4 squadroni)
Forza totale: 18500 uomini

### 15 e 16 novembre

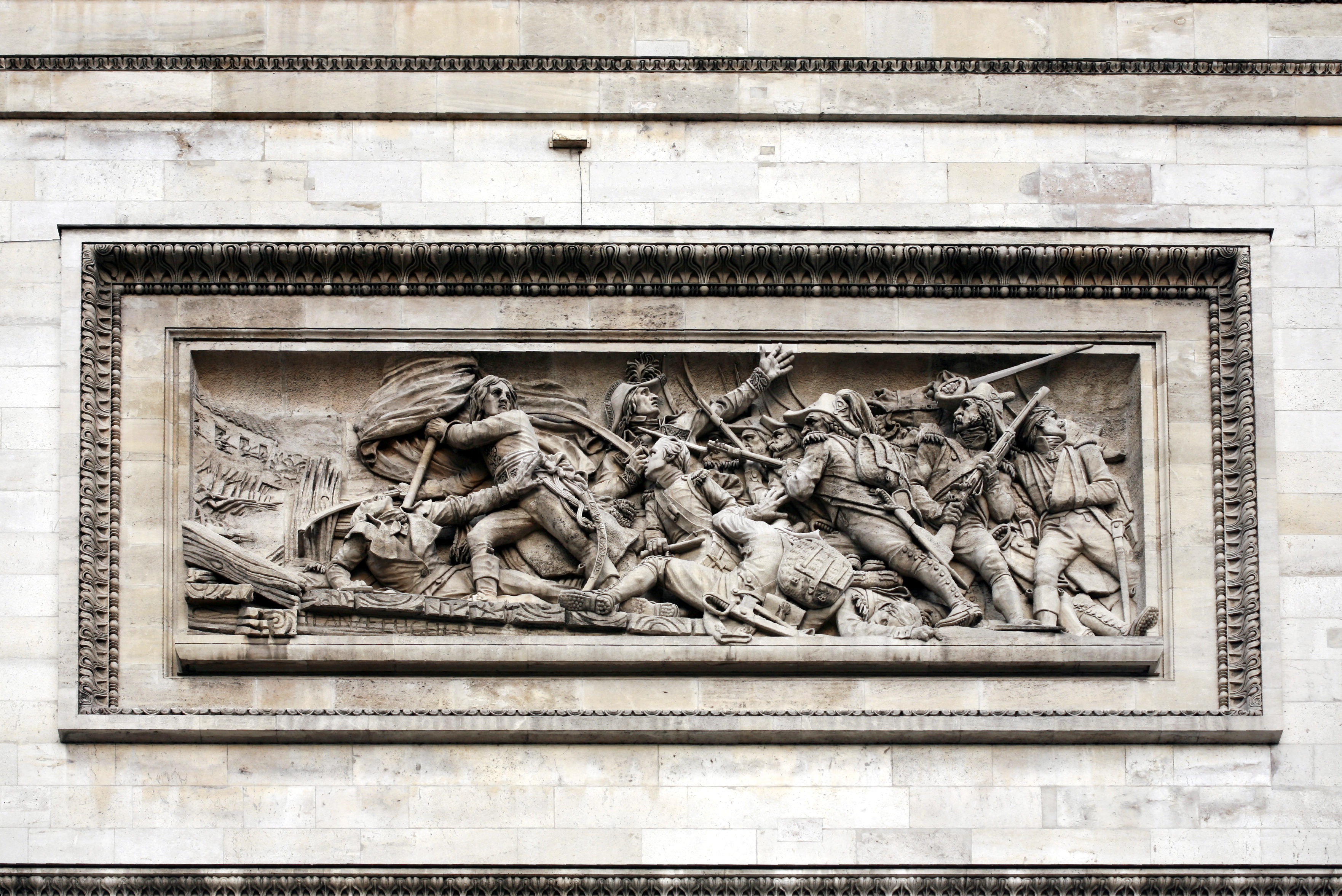
Bassorilievo dell'Arco di Trionfo raffigurante Napoleone che guida la carica contro il ponte di Arcole, il 15 novembre 1796

Il 14 novembre le avanguardie di Alvinczy giunsero in vista di Villanova obbligando Bonaparte a lasciare Verona, la cui caduta avrebbe irrimediabilmente compromesso tutti i suoi movimenti lasciando il solo Vaubois tra Davidovich e Alvinczy, nelle mani del generale François Macquard con agli ordini 3000 soldati prelevati dalle schiere di Vaubois.
La manovra di Alvinczy aveva allungato le vie di comunicazione e di rifornimento degli austriaci, e Bonaparte individuò nel ponte sull'Alpone il punto in cui avrebbe potuto colpire il nemico per isolarlo dai suoi depositi. La notte tra il 14 e il 15 Bonaparte si mise dunque in marcia con 18000 uomini verso Ronco all'Adige, dove all'alba sistemò un ponte di barche che subito i francesi attraversarono per raggiungere le paludi adiacenti alla riva nord dell'Adige. Le unità di Augereau e Masséna cercarono di occupare il villaggio di Porcile ma furono ingaggiate dalle avanguardie di Giovanni Provera, che comunque non riuscì a contenere l'impeto francese, lasciando a Bonaparte un sicuro fianco occidentale. Augereau tuttavia fallì nell'obiettivo di oltrepassare l'Alpone e conquistare Villanova perché inchiodato dal fuoco austriaco al ponte di Arcole.
Bonaparte, resosi conto che ogni ritardo avrebbe reso meno probabile intrappolare Alvinczy, inviò 3000 soldati di Jean Joseph Guieu a cercare un guado presso Albaredo d'Adige, per aggirare Arcole. Nel frattempo Porcile fu rinforzata da 3000 soldati austriaci e un simile distaccamento arrivò ad Arcole, coprendo la ritirata di Alvinczy e di metà dei suoi uomini. Per evitare che il generale nemico gli sfuggisse, Bonaparte tentò un nuovo disperato attacco al ponte di Arcole, brandendo un tricolore francese e mettendosi alla testa dei suoi uomini, ma l'azione non ebbe successo e lo stesso Bonaparte, caduto in un fosso, fu salvato dalla cattura dal suo aiutante di campo.
Solo alle 19:00 Guieu, che nel frattempo aveva trovato un guado, riuscì a conquistare Arcole da sud. Tale successo fu vanificato dalle preoccupanti notizie inviate da Vaubois, che annunciava di essere stato respinto fino a Bussolengo. Bonaparte di conseguenza prese la difficile decisione di abbandonare Arcole per rischierarsi sull'Adige, nell'eventualità di dover soccorrere in tutta fretta Vaubois. Nonostante ciò, il primo giorno di battaglia comportò ai francesi l'annullamento della minaccia austriaca su Verona, mentre Alvinczy era ormai impossibilitato ad unirsi a Davidovich.
Nella mattinata del 16 i francesi, constata l'inattività di Davidovich, tentarono nuovamente di occupare Porcile ed Arcole (ritornate in mano austriaca nella notte), ma riuscirono ad impossessarsi, dopo un'intera giornata di combattimenti, solo della prima località, essendo per giunta fallito il tentativo del generale Honore Vial di passare l'Alpone alla sua foce. Come il giorno precedente, Bonaparte, all'arrivo della sera, ritirò tutti i suoi soldati sull'Adige, sempre per tenersi pronto a soccorrere Vaubois. Nella notte le file francesi vennero rinforzate da 3000 uomini inviati da Kilmaine.

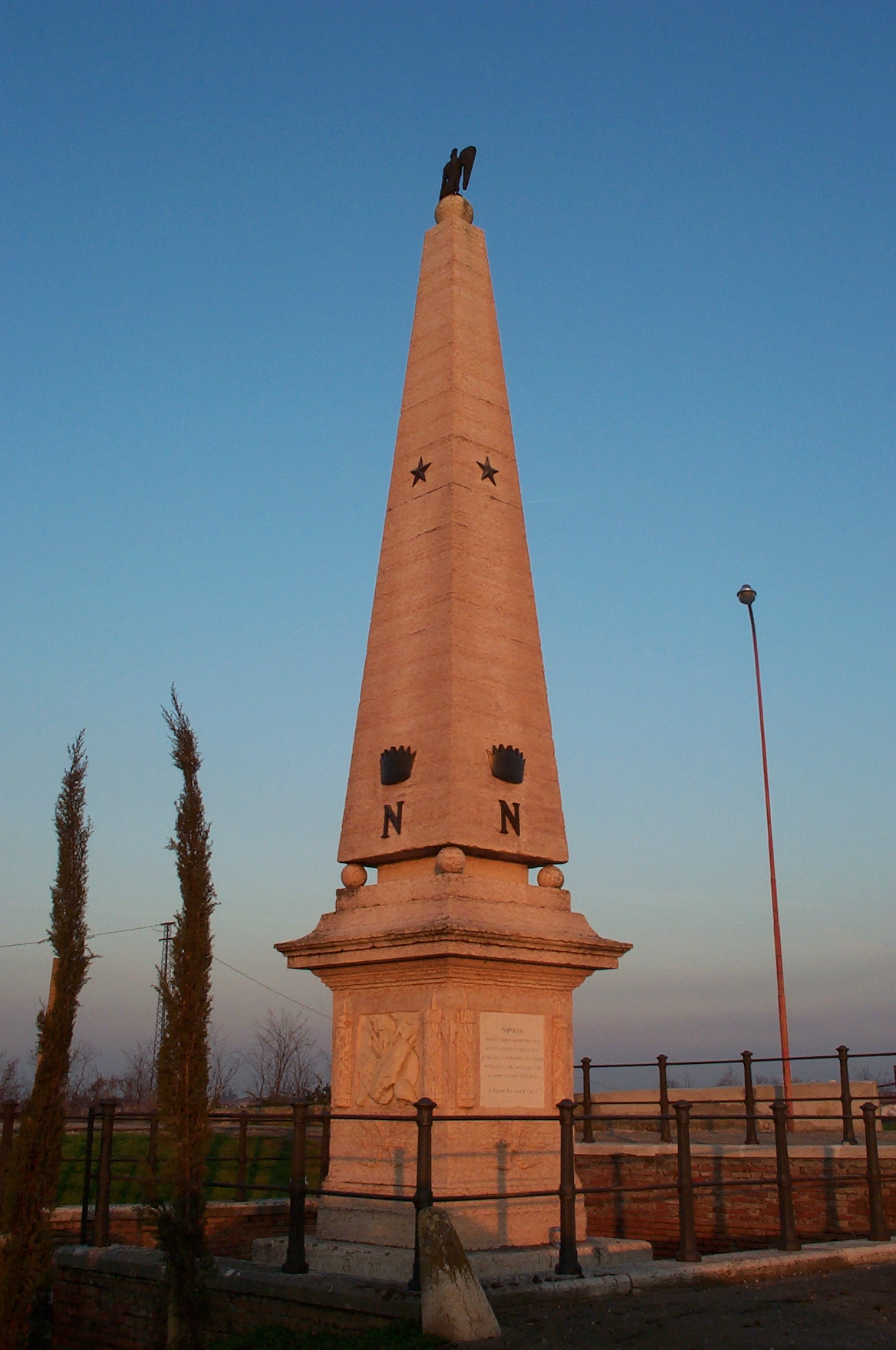
Monumento sito ad Arcole a ricordo della battaglia

### 17 novembre
Anche se ancora controllavano Arcole, gli austriaci avevano subito perdite significative, tant'è che all'alba del 17 novembre Alvinczy scrisse a Davidovich di non poter sopportare più di un nuovo attacco francese.
Avendo fatto sapere Vaubois che il suo fronte era tranquillo, i francesi si scagliarono per la terza volta contro gli austriaci, le cui forze erano ormai separate in due tronconi con circa un terzo dei soldati (6000) dislocati nella zona paludosa agli ordini di Provera ed Hohenzollern. Per dare il colpo di grazia al nemico, Bonaparte ordinò un attacco contro il grosso delle forze di Alvinczy. Masséna si preparò quindi ad attirare l'attenzione della guarnigione di Arcole fuori dalla città, schierando una sola brigata nella strada tra Arcole e Porcile lasciando il resto della sua divisione nascosta tra la vegetazione. Gli austriaci caddero nella trappola e, spinti indietro, dovettero cedere una parte di Arcole dopo uno scontro alla baionetta con i francesi. Minor fortuna ebbe invece Augereau, che, mentre parte della sua divisione era in marcia verso Legnago per aggirare Arcole, non riuscì a prendere Albaredo per via della tenace difesa offerta dai soldati di Alvinczy. Per sfruttare la situazione Napoleone radunò quattro trombettieri ed un piccolo numero di "guide" (la sua guardia del corpo) con lo scopo di ingannare il nemico: non visto, il piccolo distaccamento guadò l'Alpone e, grazie al suono degli strumenti musicali, simulò l'avvicinamento di un grande reparto proprio alle spalle degli austriaci acquartierati ad Arcole, che si ritirarono subito verso nord convinti di un imminente attacco in forze francese. Grazie a questo stratagemma i reparti che bloccavano Augereau sbandarono dando l'occasione al generale francese di riunirsi con Masséna nell'ormai libera Arcole, da dove, assieme ai soldati provenienti da Legnago, dilagarono nelle zone circostanti. Alvinczy, di fronte a quella che gli sembrò una grave minaccia alle sue retrovie, ordinò la ritirata su Vicenza a tutto l'esercito.

## Conseguenze

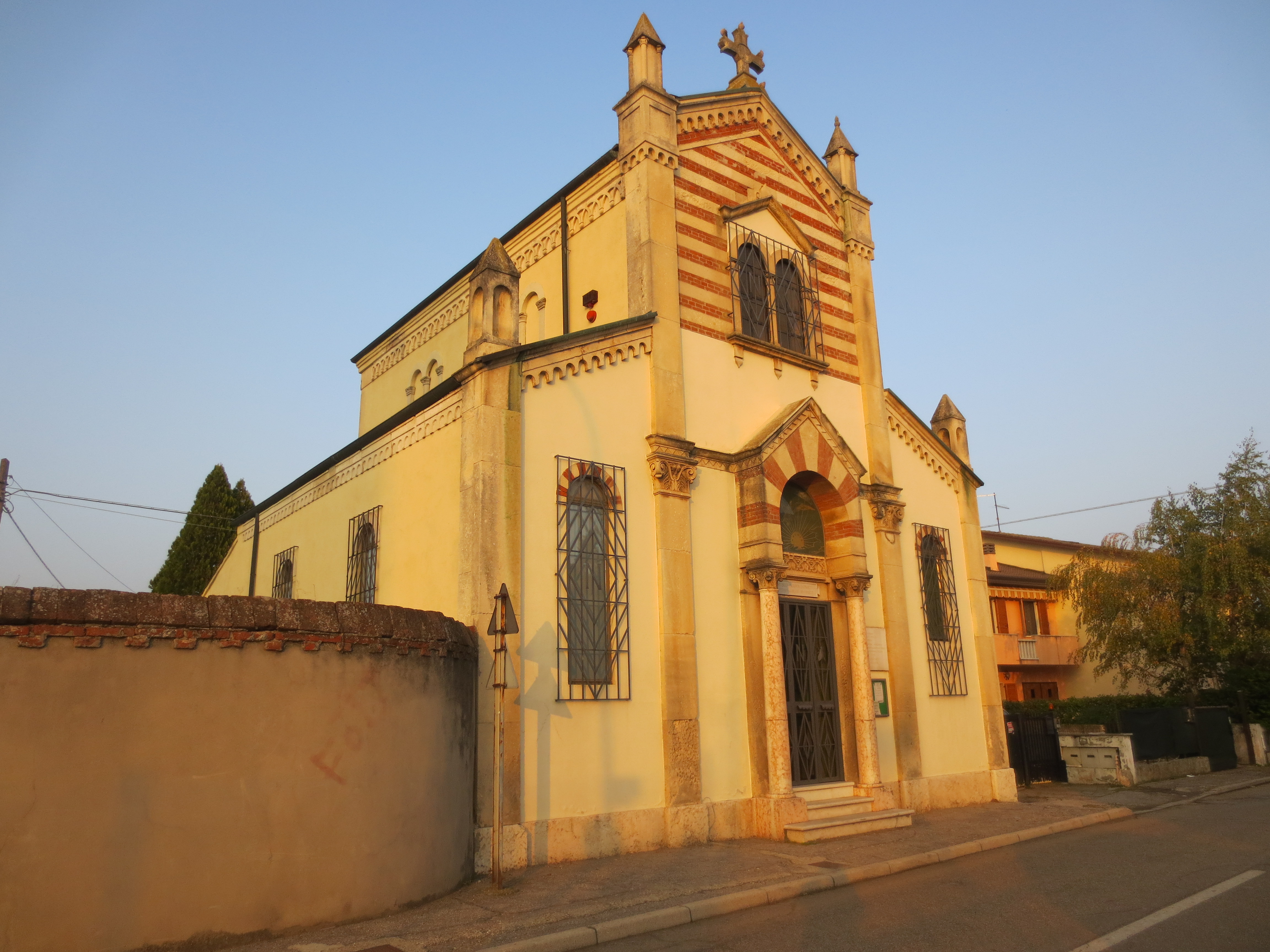
Museo napoleonico di Arcole, allestito nella chiesa sconsacrata di Sant'Antonio

A prezzo di 4500 perdite in tre giorni di combattimenti, Napoleone aveva definitivamente stroncato il tentativo di Alvinczy di riunirsi con Davidovich. Con 7000 uomini in meno, morti, feriti o presi prigionieri ad Arcole, Alvinczy riuscì a malapena a ritornare a Trento abbandonando del tutto il progetto di liberare Mantova. Gli ultimi sforzi austriaci sarebbero stati resi vani nella successiva battaglia di Rivoli.